# Grey Season
Grey Season ist eine 2006 gegründete deutsche Progressive-Metal-Band aus dem Raum Düsseldorf.

## Geschichte
Gegründet 2006 unter Schulfreunden, wurden verschiedene Besetzungen und Musikstile erprobt, bis man 2017 zum derzeitigen Endprodukt kam.
2013 veröffentlichte die Band nach langer Zeit ihr Debütalbum Septem, wurde daraufhin vom Label Noizgate Records entdeckt und 2014 unter Vertrag genommen. Im selben Jahr wurde das Konzeptalbum bei Noizegate erneut veröffentlicht.
Nur ein Jahr später im Juni 2015 erschien das zweite Album der Band mit dem Titel Invidia, welches trotz kräftigerer Härte und schillerndster Facetten weitaus massentauglicher als der Erstling daherkommt.

## Stil
Der Stil der Band unterlag seit der Gründung einem steten Wechsel, wird aber inzwischen unter dem Begriff Progressive Metal zusammengefasst. „Progressive“ bezeichnet hier experimentelle Rhythmen und die Kombination mit Elementen aus verschiedensten Genres. Der Sound wird von tief gestimmten Siebensaitern geprägt und orientiert sich unter anderem an industriellen Klängen sowie dem frühen Rock der 1970er, Blues und verschiedenster anderer Elemente der heutigen Musik. Da vor allem auf Atmosphäre und experimentelles Songwriting Wert gelegt wird, ist es schwer, die Band in eine Kategorie zu schieben. Metal bildet allerdings stets den Ausgangspunkt. Themen, die von der Band in Liedern diskutiert werden, handeln größtenteils über den Menschen selbst, dessen Lebensstil und die Auswirkungen davon auf die Umwelt und die Gesellschaft. Es wird meist ein kritischer Blick auf die Welt gerichtet.

## Diskografie
- 2014: Septem (Deafground Records / Noizgate Records)
- 2015: Invidia (Noizgate Records / Rough Trade)
- 2023: Melencolia (in Eigenregie)